# فاملتنا
فاملتنا (عائلتنا باللغة العربية) برنامج مسابقات تلفزيونية جزائري، وهو برنامج مسابقات تلفزيونية جزائري، يُعتبر النسخة الجزائرية من البرنامج الأمريكي الشهير فاميلي فيود. يتنافس فيه عائلتان مختلفتان، تتكون كل منهما من 5 أفراد تتجاوز أعمارهم 18 سنة. يقدم البرنامج مجموعة متنوعة من الأسئلة المتعلقة بالحياة اليومية، ويضم أربعة مراحل بالإضافة إلى المرحلة النهائية. المسابقة من إنتاج التلفزيون الجزائري، بتنفيذ شركة ميديا كروب الفرنسية، ويقدمه مهدي أجاوت. كان العرض الأول للبرنامج في عام 2014.

## شروط البرنامج
- أن يضم الفريق 5 أفراد من نفس العائلة.[5]
- أن يتجاوز عمر كل متسابق 18 سنة.[5]

## أسئلة البرنامج
تُجمع جميع الأسئلة المطروحة في البرنامج من خلال استطلاعات آراء الأشخاص في الشوارع والأرصفة العامة في الجزائر العاصمة، وهران، بسكرة، وقسنطينة. عند طرح مقدم البرنامج للسؤال، يجب على قائد كل عائلة الضغط على الزر للإجابة. إذا كانت إجابته تحمل أكبر عدد من النقاط، تُحتسب الإجابة ويتم الانتقال إلى باقي أفراد عائلته لمعرفة الإجابات الأخرى. أما إذا لم تكن الإجابة هي الأعلى نقاطًا، تُعطى فرصة للقائد من العائلة المنافسة لتقديم إجابته. إذا كانت إجابته هي الأعلى، ينتقل البرنامج إلى أفراد عائلته لاستكمال الإجابات. إذا قدم أفراد العائلة التي حصلت على الجواب ثلاث إجابات خاطئة، تُمنح الفرصة للعائلة المنافسة لتقديم إجابة أخرى. إذا وجدت العائلة المنافسة إجابة صحيحة، فإن العائلة التي حصلت على الجواب أولاً تخسر جميع نقاطها.

## مراحل البرنامج
يضم البرنامج أربع مراحل يتحدد بعدها الفريق الذي جمع أكبر عدد نقط ليمر بعدها إلى المرحلة النهائية التي تحوي خمس أسئلة يجب الإجابة عليها في 20 ثانية.

### المرحلة الأولى
التحدي في هذه المرحلة يكون بين قائد كل عائلة، تحتوي المرحلة على سؤال واحد يتضمن 7 إجابات كل جواب يحمل عدد نقاط مختلف.

### المرحلة االثانية
نفس المرحلة الأولى إلا أن التحدي يكون بين الفرد الأول من كل عائلة وليس بين القادة.

### المرحلة الثالثة
التحدي يكون بين الفرد الثاني من كل عائلة. تحتوي هذه المرحلة على سؤال واحد يتظمن 6 إجابات ونقاط كل إجابة مظروبة في 3.

### المرحلة الرابعة
التحدي يكون بين الفرد الثالث من كل عائلة. تحتوي هذه المرحلة على سؤال واحد يتضمن 6 إجابات ونقاط كل إجابة مظروبة في 4.

### النهائي
بعد المرحلة الرابعة، تنتقل العائلة التي جمعت أكبر عدد من النقاط. في هذه المرحلة، يتم اختيار شخصين من أفراد العائلة؛ يتم عزل أحدهم بارتداء نظارات سوداء وسماعات عازلة، بينما يبقى الشخص الآخر للإجابة على خمسة أسئلة في مدة 20 ثانية. تحتوي كل سؤال على إجابات مختلفة، ولكن سؤال واحد يتضمن أكبر عدد من النقاط، ويُعرف بـ "توب إجابة". بعد أن يكمل الشخص الأول الإجابة على الأسئلة الخمسة، ينتقل الدور إلى الشخص الآخر ليجيب على نفس الأسئلة. يجب أن يكون مجموع نقاط إجاباتهم 200 نقطة أو أكثر، بالإضافة إلى الحصول على "التوب إجابات".
- 200 نقطة + «توب إجابة واحدة» = التحصل على مبلغ 000 100 دينار جزائري.
- 200 نقطة + «2 توب إجابات» = التحصل على مبلغ 000 200 دينار جزائري.
- 200 نقطة + «3 توب إجابات» = التحصل على مبلغ 000 300 دينار جزائري.
- 200 نقطة + «4 توب إجابات» = التحصل على مبلغ 000 400 دينار جزائري.
- 200 نقطة + «5 توب إجابات» = التحصل على مبلغ 000 000 100 دينار جزائري.[1]

## وصلات خارجية
- الصفحة الرسمية للبرنامج
- فاملتنا  على فيسبوك.